# Galina Leonidowna Breschnewa

Galina Breschnewa mit ihrem jüngeren Bruder Juri, 1942

Galina Leonidowna Breschnewa (russisch Галина Леонидовна Брежнева; * 18. April 1929 in Swerdlowsk; † 30. Juni 1998 in Moskau) war Trägerin des Lenin-Ordens.

## Leben
Galina Breschnewa wurde in Swerdlowsk (heute Jekaterinburg) geboren. Sie war die Tochter des Politikers Leonid Breschnew (1906–1982) und seiner Frau Viktoria Denisova (1908–1995). Sie hatte einen jüngeren Bruder, Juri Breschnew (1933–2013). Als Jugendliche verweigerte sie den Beitritt zum Komsomol und widersetzte sich auch einem akademischen Studium.
Galina Breschnewa war viermal verheiratet. In erster Ehe von 1951 bis 1961 mit dem Zirkusartisten Jewgeni Milajew (1910–1983), der zwei Kinder in die Ehe mitbrachte und mit dem sie die gemeinsame Tochter Viktoria Milajew (23.2.1952–6.1.2018) hatte. In zweiter Ehe von 1961 bis 1963 mit Igor Kio (1944–2006), der beim Staatszirkus angestellt war. Mit Juri Tschurbanow (1936–2013), einem Oberstleutnant der Polizei und von 1980 bis November 1984 Erster stellvertretender Minister des Innenministeriums, war sie in dritter Ehe von 1971 bis 1990 verheiratet. Als Erster stellvertretender Minister des Innenministeriums war ihm die gesamte Sowjet-Polizei unterstellt. Ihre vierte Ehe schloss sie 64-jährig im Jahre 1993 mit einem 29-jährigen Mann, mit dem sie bis zu ihren Tod verheiratet blieb. Sie war für ihren zügellosen Alkoholkonsum und ihr skandalumwittertes Leben bekannt, das jedoch nicht in öffentlichen Medien erwähnt wurde.
Im Jahre 1979 wurde sie zu ihrem 50. Geburtstag von Außenminister Andrei Gromyko mit dem Leninorden ausgezeichnet.
Breschnewa soll zudem eine große Vorliebe für Schmuck und Diamanten gehabt haben. Im Januar 1982 war sie in einen Diamantenschmuggel verwickelt, bei dem einige Händler zu langjährigen Haftstrafen bzw. auch zum Tode verurteilt wurden. Breschnewa wurde wegen angeblicher Unterschlagung und Korruption kurzzeitig verhaftet, aber aufgrund fehlender Beweise nicht angeklagt. 1987 wurden die Ermittlungen gegen sie erneut aufgenommen, allerdings wieder ohne Anklageerhebung.
Nach der Auflösung der Sowjetunion im Dezember 1991 lebte sie als Rentnerin zurückgezogen in ihrer Moskauer Wohnung, lehnte Interviewanfragen stets ab und erschien im Juli 1995, im Gegensatz zum Rest der Familie, auch nicht zur Beisetzung ihrer Mutter. Erst kurz vor ihrem Tod gab sie dem britischen Fernsehsender BBC ein längeres, ausführliches Interview über ihr Leben in der Sowjetunion.
Galina Breschnewa starb am 30. Juni 1998 im Alter von 69 Jahren.